# NGC 778
NGC 778 ist eine Balken-Spiralgalaxie vom Hubble-Typ SABa im Sternbild Dreieck am Nordsternhimmel. Sie ist schätzungsweise 248 Millionen Lichtjahre von der Milchstraße entfernt und hat einen Durchmesser von etwa 80.000 Lj.

Im selben Himmelsareal befinden sich u. a. die Galaxien NGC 769, NGC 777, NGC 783, NGC 785.
Das Objekt wurde am 5. November 1866 vom US-amerikanischen Astronomen Truman Henry Safford entdeckt.